# Tatjana Aćimović
Tatjana Aćimović (Čapljina, BiH, 14. studenog 1966.) je hrvatska scenaristica, kazališna i filmska producentica, menadžer.

## Životopis
Diplomirala je Izvedbene umjetnosti (Paris III, Nouvelle Sorbonne, Francuska), a tijeku je doktorski studij iz Medija i komunikacija (EGS, Saas Fee, Švicarska). 
Radila je na brojnim kazališnim predstavama kao asistent režije i dramaturg, potom direktor produkcije i producent, na filmovima kao koordinator produkcije, pomoćnik direktora filma, potom kao direktor filma i producent. 
Danas živi u Zagrebu, gdje radi kao neovisni producent i menadžer u području medija i komunikacija, te predaje na Akademiji dramskih umjetnosti.

### Privatni život
Sestra je glumca i redatelja Dejana Aćimovića.

## Najznačajniji radovi

### Filmografija
- "Anka" - producentica (s Dejanom Aćimović) (2017.)
- "Moram spavat', anđele" – scenaristkinja i direktorica filma (2007.)
- "Grbavica" – direktorica filma (2006.)
- "Je li jasno, prijatelju?" – producentica (2000.)

### Kazalište
- "Kralj Lear", Ulysses teatar, Brijuni – izvršni producent (2001.)
- "Du monde entier", Theatre Gerard Philipe, Saint Denis – direktor produkcije (1998.)
- "Pilad" – izvršni producent (1998.)
- "Ime na vrhu jezika" – izvršni producent (1995.)

### Televizija
- Informativni program, Nova TV – producent (2005.)

### Prijevodi
- "Bure Baruta" Dejan Dukovski – prijevod na francuski jezik (1999.)
- "Mrtva svadba" Asja Srnec Todorović – prijevod na francuski jezik (1994.)
- "Kiklop",  kazališna adaptacija, Ranko Marinković/Ivica Buljan – prijevod na francuski jezik (1993.)
- "Kraljevo", Miroslav Krleža – prijevod na francuski jezik (1992.)

### Angažmani u tijeku
- Medijsko sveučilište (osnivač: Europapress holding) – voditelj projekta
- Akademija dramskih umjetnosti, Odsjek Produkcija – suradnik u nastavi